# B'Elanna Torresová

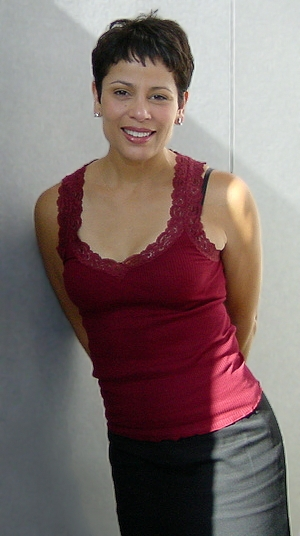
Roxann Dawsonová, představitelka B'Elanny Torresové

B'Elanna Torresová je fiktivní postava ze světa Star Treku. V seriálu Star Trek: Voyager si zahrála členku odboje Maquis se smíšeným, klingonsko-lidským původem, která je nucena přidat se jako šéfinženýrka lodi USS Voyager dočasně k hvězdné flotile. Roli B'Elanny Torresové ztvárnila herečka Roxann Dawsonová.

## Biografie
B'Elanna se narodila v roce 2349 v kolonii Federace Kessik IV. Její matka byla Klingonka, její otec člověk. B'Elanna později začala navštěvovat akademii Hvězdné flotily, ale kvůli své vznětlivé povaze měla neustále problémy s disciplínou a posloucháním rozkazů. I přes to všechno byla cennou členkou desetiboje na akademii. Když se rozhodla v roce 2368, ve svých 19 letech akademii opustit, mnoha profesorům bylo z jejího rozhodnutí smutno.
V roce 2370 se, ve svých 21 letech, přidala k hnutí Maquis, a sloužila na lodi Val Jean, které velel Chakotay. Když byl v roce 2371 Val Jean v delta kvadrantu zničen v boji s Kazon-Ogly, byla nucena stát se součástí nové posádky, složené z přeživších členů Val Jeana a posádky lodě Federace USS Voyager. Torresová získala hodnost mladšího poručíka, a později byla povýšena na poručíka a získala funkci hlavního inženýra na Voyageru.
Když byla B'Elanna spolu s Tomem Parisem unesena rasou Vidianů, byly na ní prováděny experimenty. Vidianský vědec extrahoval její klingonskou DNA, a vytvořil čistě klingonskou a čistě lidskou B'Elannu. Věřil, že klingonská DNA má specifickou biochemii, která by mohla být klíčem k nalezení léku na nemoc Phage, která zabíjí Vidiany už několik generací. Při útěku byla klingonská B'Elanna těžce zraněna energetickou zbraní, a zemřela. Holografický Doktor na Voyageru však použil její DNA aby obnovil původní klingonsko-lidskou B'Elannu.
V roce 2373 si B'Elannu vybral vulkánský inženýr Vorik jako svou družku během pářícího rituálu pon farr, B'Elanna s tím nesouhlasila, a byla nucena utkat se s ním v rituálním boji.
Později Torresová navázala romantický vztah s Tomem Parisem, kterému předcházelo velmi bouřlivé a komplikované období námluv. Svůj vztah potvrdili svatbou v roce 2377, a líbánky prožili na transportním člunu zvaném Deltaplán. V roce 2378, během těžké cesty transwarpovým tunelem a s Borgy za zády se jim na ještě na palubě Voyageru narodila dcera Miral.